# Aït Kine
Aït Kine (Taschelhit ⴰⵢⵜ ⴽⴽⵉⵏ) ist eine Dattelpalmenoase mit etwa 500 Einwohnern im Zentrum des Antiatlas-Gebirges im Norden der Provinz Tata im Nordosten der Region Souss-Massa in Marokko.

## Lage
Das ehemals befestigte Dorf (ksar) Aït Kine liegt in einer Höhe von ca. 1050 m etwa auf halbem Weg (d. h. jeweils etwa 50 km) zwischen der Kleinstadt Igherm in der Provinz Taroudannt und der Stadt Tata in der Provinz Tata an einer beim Ort Tleta Tagmoute in Richtung Nordosten abzweigenden Stichstraße (P1805).

## Bevölkerung, Wirtschaft und Geschichte
Die Einwohner des abgelegenen Dorfes sind nahezu ausnahmslos berberischer Abstammung; gesprochen wird ein regionaler Dialekt des Taschelhit. Man lebt hauptsächlich als Selbstversorger von den Erträgen der Dattelpalmen und den dazwischen befindlichen Feldern, auf denen Getreide und Gemüse (Zwiebeln, Bohnen, Möhren) angebaut wird. Mangels schriftlicher Aufzeichnungen ist über die Geschichte des Ortes nichts bekannt; man kann jedoch davon ausgehen, dass in früheren Zeiten die meisten Familien des Ortes während der heißen und trockenen Sommermonate mit ihren Schaf- und Ziegenherden in höhergelegene und folglich kühlere und grünere Bergregionen zogen (Transhumanz), so dass der Ort in dieser Zeit größtenteils verlassen und somit angreifbar war. Dagegen versuchten sich die Dorfbewohner zumindest mit (ehemals möglicherweise fünf) Wachtürmen zu schützen, von denen drei noch existieren – zwei davon liegen am südlichen Dorfrand, Reste einer hohen Mauer zwischen beiden sind erkennbar. Der dritte Turm befindet sich wegen der besseren Einsicht in die südlich liegende Ebene außerhalb auf einem Hügel.

## Sehenswürdigkeiten

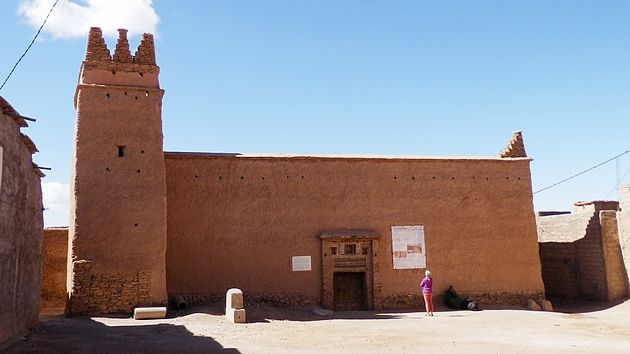
Aït Kine – Außenansicht des Agadir mit leicht vortretendem Portal und zinnenbewehrtem Eckturm

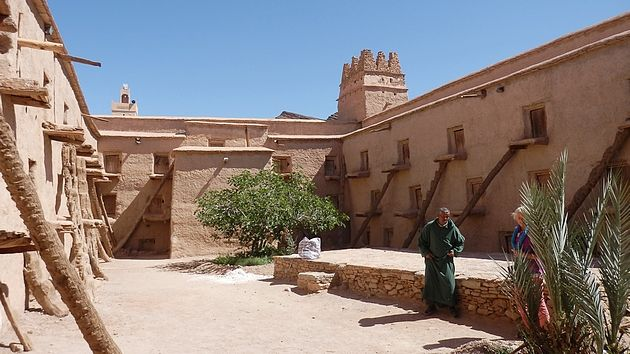
Aït Kine – Innenhof des Agadir mit abgedeckter Zisterne

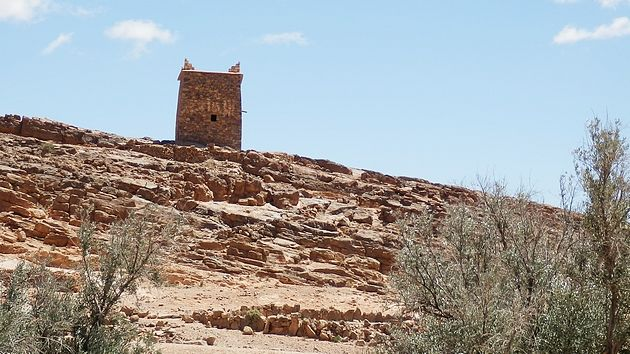
Aït Kine – Wachturm

- Ein teilweise rekonstruierter und heute freistehender Turm mit einem großen Tor war vormals der einzige Zugang zum Dorf. Mit seinen treppenartig abgestuften Zinnen und einem dreigeteilten Felderdekor über den beiden äußeren Rundbögen bildet er einen ungewöhnlich repräsentativen Zugang zum Ort. In den nach innen abgestuften Feldern befinden sich Fensteröffnungen, die den dahinter liegenden und ehemals als Wachstube dienenden Raum belichten. Bögen kommen in der traditionellen ländlichen Berberarchitektur ansonsten nicht vor, was auf Anregungen von außen und eine späte Datierung des Tors ins 18. oder 19. Jahrhundert hindeutet.
- Mitten im Dorf steht eine aus Stampflehm versetzt mit kleinen Steinen erbaute dreigeschossige Speicherburg (agadir), deren alte hölzerne Eingangstür mit einfachen Dekorschnitzereien (darunter die in den Berbergebieten Marokkos allgegenwärtigen Rautenmotive) geschmückt ist. Hinter der Tür befinden sich einige Sitzbänke für die Versammlung der Dorfältesten. Den großen Innenhofbereich umgeben 75 – über versetzbare Palmstammleitern und hölzerne Podeste erreichbare – Kammern, in denen Lebensmittelvorräte (Gerste, Datteln, Mandeln, Öl etc.) und andere Besitztümer (Waffen, Arbeitsgeräte etc.) aufbewahrt wurden. Die einfachen Brettertüren zu den Speicherkammern sind zum Teil noch original; die mehr oder weniger reich ornamentierten Türen zeigten den Wohlstand des jeweiligen Besitzers an. In der Hofmitte befindet sich eine abgedeckte Zisterne zur Versorgung mit Trinkwasser im Verteidigungsfall. An den Außenwänden sind mehrere schräggestellte Steine zu ornamental wirkenden Dreiecksreihen etc. zusammengefügt; man kann jedoch davon ausgehen, dass diese dekorativen Muster ursprünglich hauptsächlich eine unheilabwehrende (apotropäische) Bedeutung hatten. Das imposante Bauwerk mit einem (erhaltenen) Eckturm wurde im Jahr 2004 von den Dorfbewohnern, die den Speicher nach wie vor nutzen, repariert, teilweise mit Zement modernisiert und an das Stromnetz angeschlossen. Im Jahr 2012 wurde der Bau mit US-amerikanischen Geldern erneut restauriert; die Zement-Ausbesserungen wurden wieder durch traditionelle Materialien ersetzt, die Zisterne im Hof wurde mit Steinplatten abgedeckt, die hofseitigen Mauern wurden mit einer Lehmschicht bedeckt, wodurch das weitere Erodieren des Mauerwerks eine Zeitlang verhindert werden kann. Die Kerbhölzer, die als Zugang zu den Kammern der oberen Etagen dienen, wurden wieder hergestellt; darüber hinaus wurden die Holzeingangstür restauriert und das Eingangsportal in seinen ursprünglichen Zustand versetzt.
- Reste einer Khetarra weisen auf das traditionelle Bewässerungssystem der Oase hin.

Umgebung
- Auf dem Hügel nordwestlich des Dorfes befindet sich in schwer zugänglicher Lage die Ruine eines weiteren Agadirs.
- Auf einer anderen felsigen Bergkuppe steht ein weiterer teilweise rekonstruierter Wachturm.